# Coppa Italia (ciclismo su strada)
La Coppa Italia di ciclismo, dal 2017 denominata Ciclismo Cup, è un circuito ciclistico nazionale italiano il cui diritto a partecipare è riservato ai gruppi sportivi italiani e alle società cui l'Unione Ciclistica Internazionale ha assegnato licenza italiana o che almeno abbiano in rosa la maggioranza assoluta di corridori italiani nel momento dell'iscrizione all'UCI per la stagione sportiva in corso. L'iscrizione alla coppa da parte di squadre estere, che non rispettano i suddetti parametri, è consentita tramite il pagamento di una quota supplementare. I punteggi sono calcolati sulla base dei risultati ottenuti in tutte le prove del circuito UCI Europe Tour disputate in Italia, limitatamente alle classi HC e 1. Dopo la riforma del calendario internazionale la Ciclismo Cup si disputa sulla base di tutte le prove italiane di classe ProSeries e 1 incluse nel Europe Tour dell’UCI.
Esistono tre classifiche: individuale, giovani, a squadre. La squadra vincitrice ha il diritto di apporre un piccolo scudetto tricolore sulle divise della stagione successiva. Nelle edizioni 2010, 2011 e 2012 era in vigore solo la classifica a squadre.

## Albo d'oro
| Anno         | Classifica individuale | Classifica giovani   | Classifica a squadre                            |
| Coppa Italia | Coppa Italia           | Coppa Italia         | Coppa Italia                                    |
| ------------ | ---------------------- | -------------------- | ----------------------------------------------- |
| 2007         | Alessandro Bertolini   | Kanstancin Siŭcoŭ    | Tenax-Menikini                                  |
| 2008         | Danilo Di Luca         | Francesco Ginanni    | Serramenti PVC Diquigiovanni-Androni Giocattoli |
| 2009         | Giovanni Visconti      | Miguel Ángel Rubiano | CSF Group-Navigare                              |
| 2010         | Non in vigore          | Non in vigore        | Androni Giocattoli-Serramenti PVC Diquigiovanni |
| 2011         | Non in vigore          | Non in vigore        | Androni Giocattoli-C.I.P.I.                     |
| 2012         | Non in vigore          | Non in vigore        | Androni Giocattoli-Venezuela                    |
| 2013         | Diego Ulissi           | Diego Ulissi         | Lampre-Merida                                   |
| 2014         | Sonny Colbrelli        | Sonny Colbrelli      | Neri Sottoli                                    |
| 2015         | Sonny Colbrelli        | Louis Meintjes       | Southeast Pro Cycling Team                      |
| 2016         | Sonny Colbrelli        | Gianni Moscon        | Bardiani-CSF                                    |
| Ciclismo Cup |                        |                      |                                                 |
| 2017         | Diego Ulissi           | Egan Bernal          | Androni Giocattoli-Sidermec-Bottecchia          |
| 2018         | Domenico Pozzovivo     | Davide Ballerini     | Androni Giocattoli-Sidermec                     |
| 2019         | Giovanni Visconti      | Fausto Masnada       | Androni Giocattoli-Sidermec                     |
| 2020         | Diego Ulissi           | Andrea Bagioli       | UAE Team Emirates                               |
| 2021         | Sonny Colbrelli        | Alessandro Covi      | UAE Team Emirates                               |
| 2022         | Filippo Zana           | Filippo Zana         | UAE Team Emirates                               |
| 2023         |                        |                      |                                                 |